# 522 španělských mučedníků
522 španělských mučedníků je skupina katolíků povražděných při různých příležitostech republikány za španělské občanské války, která byla z rozhodnutí papeže Františka hromadně blahořečena 13. října 2013 ve španělském městě Tarragona. Katolická církev si celou skupinu připomíná 6. listopadu, jednotlivé mučedníky pak je možné si připomínat i o výročních dnech jejich smrti.

## Mučedníci

### Biskupové
- bl. Manuel Basulto y Jiménez, biskup jaénský
- bl. Salvio Huix Miralpéix O.C., biskup leridský
- bl. Manuel Borrás Ferré, pomocný biskup tarragonský

### Diecézní kněží
- bl. Lluís Janer Riba, kostelník katedrály v Tarragoně
- bl. José Máximo Moro Briz
- bl. Joan Huguet Cardona
- bl. José Jordan Blecua
- bl. Joseph Nadal Guiu
- bl. Joseph Guardiet Pujol

### Řeholníci

#### Benediktini
- bl. Mauro Palazuelos Maruri

#### Dominikáni
- bl. Raymundo Joaquín Castano Gonzalez
- bl. José María Gonzalez Solis

#### Milosrdní bratři
- bl. Mauricio Iniguez de Heredia Alzola
- bl. Luis Beltrán Sola Jimenez
- bl. Trinidad Andréz Lanas
- bl. Matías Morin Lanos
- bl. Leoncio Rosell Laboria
- bl. Leandro Aloy Doménech
- bl. Cruz Ibanes Lopéz
- bl. Jaime Oscar Valdés
- bl. Leopoldo de Francisco Pío
- bl. Feliciano Martínez Granero
- bl. Juan José Orayen Aizcorbe
- bl. José Miguel Peňarroya Dolz
- bl. Publio Fernández González
- bl. Avelino Martinéz de Arenzana Candela
- bl. Silvestre Pérez Laguna
- bl. Baltasar Charco Horquez
- bl. Gumersindo Sanz Sanz
- bl. Honorio Ballesteros Rodriguez
- bl. Raimundo García Moreno
- bl. Salustiano Alonzo Antonio
- bl. Segundo Pastor García
- bl. Gaudencio Iniguez de Heredia Alzola, rodný bratr Mauricia Inigueze de Heredia Alzola

#### Kapucíni
- bl. Andrés Gonzalez-Diez Gonzalez-Nunez

### Řeholnice
- bl. Victoria Valverde González

- bl. Agustina Peña Rodríguez
- bl. Aurelia Arambarri Fuente
- bl. Aurora López González
- bl. Daría Andiarena Sagaseta